# Tampopo
Tampopo (タンポポ?, Tanpopo, lett. "dente di leone" o "soffione") è un film del 1985, scritto e diretto da Jūzō Itami.
La trama principale del film è punteggiata da brevi sketch satirici, che rappresentano situazioni singolari, spesso divertenti, tutte con il cibo come elemento dominante dell'azione. Nonostante il film sia ambientato negli anni '80, la struttura narrativa presenta alcuni elementi tipici del genere western all'italiana: l'arrivo in città dell'eroe buono che salva la fanciulla, una manica di cattivi che insidiano la donna, risse continue. Il film, in effetti, si definisce ironicamente un "ramen western", utilizzando un gioco di parole che si riferisce alla notissima produzione cinematografica italiana degli "spaghetti western".

## Trama

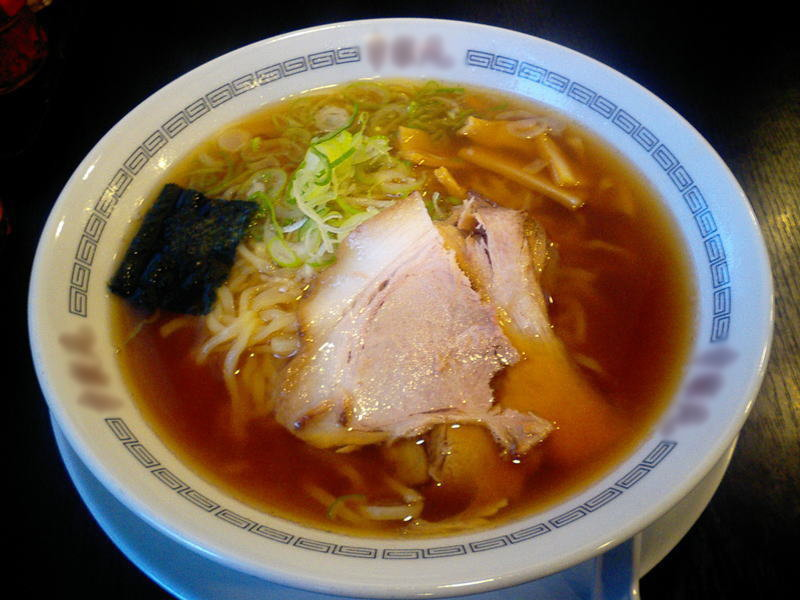
Un piatto di ramen, la specialità della locanda Tampopo

Goro e Gun, due camionisti buongustai, si fermano in una città con l'intento di mangiare il ramen, una specialità culinaria giapponese. Il loro arrivo nella locanda di Tampopo, una vedova con figlio a carico, viene però accolto in malo modo da alcuni facinorosi; scatta quasi inevitabilmente la rissa.
Il giorno dopo Goro si risveglia in casa di Tampopo; la donna, cuoca mediocre, gli chiede di darle una mano a risollevare le sorti della sua attività, ormai in declino da quando suo marito è morto. Mosso a compassione, Goro decide di aiutarla, avvalendosi dell'aiuto di un vecchio vagabondo esperto di ramen, di un cuoco e di Pisuken, un arredatore.
In poco tempo e con un formidabile gioco di squadra, l'attività comincia a rifiorire; Tampopo, grazie ai consigli dei suoi salvatori, riesce a carpire i segreti per cucinare un ottimo ramen e diventa una cuoca provetta. I clienti cominciano ad arrivare numerosissimi. Terminata con successo la missione, Goro si rimette in viaggio.

## Distribuzione
Fu distribuito in Giappone a partire dal 23 novembre 1985. In Italia fu presentato il 7 luglio 1987 al Bergamo Film Meeting, mentre per la distribuzione nelle sale si dovette attendere il 1989.

## Accoglienza

### Critica
(Lietta Tornabuoni, La Stampa, 2 novembre 1989)
(Morando Morandini, dizionario Il Morandini, assegna al film tre stelle su cinque)
(Pino Farinotti, dizionario Il Farinotti, 2009, assegna al film tre stelle su cinque)